# Liste von Burgen und Schlössern im Regierungsbezirk Tübingen
Die Liste von Burgen und Schlössern im Regierungsbezirk Tübingen umfasst eine Vielzahl von Burgen und Schlössern auf dem Territorium des Regierungsbezirk Tübingen, aufgeteilt in Stadtkreise und Landkreise. Diese zum Teil auf eine 1000-jährige Geschichte zurückblickenden Bauten waren Schauplatz historischer Ereignisse, Wirkungsstätte bekannter Persönlichkeiten und sind häufig noch heute imposante Gebäude. Die Liste von Burgen und Schlössern in Baden-Württemberg ist in weitere Listen für die Regierungsbezirke Stuttgart, Karlsruhe und Freiburg unterteilt. Nicht aufgeführt sind Zier- und Nachbauten, die nie als Wohngebäude oder zur Verteidigung genutzt wurden.

## Regierungsbezirk Tübingen

### Alb-Donau-Kreis
| Name                                                       | Ort / Lage                            | Typ       | Bemerkungen | Bild           |
| ---------------------------------------------------------- | ------------------------------------- | --------- | --- | -------------- |
| Schloss Albeck (Langenau)                                  | Langenau-Albeck                       |           | | weitere Bilder |
| Burg Allmendingen (Altes Schloss)                          | Allmendingen                          |           | |                |
| Schloss Allmendingen                                       | Allmendingen                          |           | |                |
| Burg Altenberg                                             | Dietenheim-Altenberg                  |           | |                |
| Schloss Altheim                                            | Altheim                               |           | |                |
| Schloss Altsteußlingen                                     | Ehingen-Altsteußlingen                |           | |                |
| Ruine Arnegg (Arneneck)                                    | Blaustein                             |           | |                |
| Burg Asselfingen                                           | Asselfingen                           |           | |                |
| Burgrest Asselfingen                                       | Asselfingen                           |           | |                |
| Bürgele Asselfingen                                        | Asselfingen                           |           | |                |
| Burg Berg                                                  | Ehingen-Berg                          |           | |                |
| Schloss Bernstadt                                          | Bernstadt                             |           | |                |
| Burg Blauenstein                                           | Blaubeuren                            |           | |                |
| Burgrest Bollingen (Schlossberg)                           | Dornstadt-Bollingen                   |           | |                |
| Schloss Brandenburg                                        | Dietenheim-Brandenburg                |           | |                |
| Burg Breitenbühl                                           | Bernstadt                             |           | |                |
| Ruine Briel (Altsteußlingen)                               | Ehingen-Briel                         |           | |                |
| Burg Dachsberg                                             | Obermarchtal                          |           | |                |
| Schloss Dellmensingen (Obere Burg, Neues Schloss)          | Dellmensingen                         |           | |                |
| Wasserburg Dellmensingen (Untere Burg)                     | Dellmensingen                         |           | |                |
| Schloss Dietenheim (Fuggerschloss)                         | Dietenheim                            |           | |                |
| Burg Egelsee                                               | Westerheim                            |           | |                |
| Schloss Ehingen                                            | Ehingen                               |           | |                |
| Burgrest Ehrenstein (Erichstein)                           | Blaustein-Ehrenstein                  |           | |                |
| Burgrest Emerkingen (Römerturm)                            | Emerkingen                            |           | |                |
| Schloss Erbach                                             | Erbach                                |           | | weitere Bilder |
| Burg Fleck                                                 | Schmiechen                            |           | |                |
| Burg Fohlenhaus                                            | Bernstadt                             |           | |                |
| Burgstall Galgenberg                                       | Oberstadion-Moosbeuren-„Galgenberg“   |           | |                |
| Schloss Gamerschwang                                       | Ehingen-Gamerschwang                  |           | |                |
| Burg Gerhausen                                             | Blaubeuren siehe Ruine Hohengerhausen |           | |                |
| Ruine Gleißenburg                                          | Blaubeuren                            |           | |                |
| Schloss Granheim                                           | Ehingen-Granheim                      |           | | weitere Bilder |
| Burg Granheim                                              | Ehingen-Granheim                      |           | |                |
| Ruine Günzelburg (Greifenburg, Gryffenburg, Denzelburg)    | Blaubeuren-Seißen                     |           | |                |
| Burgrest Hochdorf (Schlösslesberg)                         | Ehingen-Dächingen                     |           | |                |
| Ruine Hohengerhausen (Rusenschloss)                        | Blaubeuren-Gerhausen                  |           | | weitere Bilder |
| Ruine Hohenjustingen (Justingen)                           | Schelklingen-Hütten                   |           | | weitere Bilder |
| Ruine Hohenschelklingen (Schelklingen)                     | Schelklingen                          |           | | weitere Bilder |
| Burg Hohenstein                                            | Altental (Blaubeuren)                 |           | |                |
| Schloss Hohenstein                                         | Blaustein-Lautern                     |           | |                |
| Burg Hohlenstein                                           | Blaustein-Herrlingen                  |           | |                |
| Burg Holzkirch (Hag)                                       | Holzkirch                             |           | |                |
| Burg Jörgenberg                                            | Obermarchtal-Mittenhausen             | Höhenburg | 1243 urkundlich für Dietrich von Jörgenberg, 1370 aufgegeben oder zerstört; relativ großflächiger Grundriss des Burgstalles, Vor- und Kernburg, Wall- und Grabenreste erhalten | weitere Bilder |
| Bürgle (Wasserburg Kirchen)                                | Ehingen-Kirchen                       |           | |                |
| Schloss Kirchen                                            | Ehingen-Kirchen                       |           | |                |
| Burg Klingenstein                                          | Blaustein                             |           | | weitere Bilder |
| Schloss Klingenstein                                       | Blaustein                             |           | | weitere Bilder |
| Burg Langenau                                              | Langenau                              |           | |                |
| Burgrest Lauterstein                                       | Blaustein-Wippingen                   |           | |                |
| Schloss Mochental                                          | Ehingen-Kirchen                       |           | | weitere Bilder |
| Ruine Monsberg                                             | Ehingen-Erbstetten                    |           | |                |
| Ruine Muschenwang                                          | Schelklingen-Hausen ob Urspring       |           | |                |
| Ruine Neidegg                                              | Blaustein-Markbronn                   |           | |                |
| Schloss Neusteußlingen (Talsteußlingen, Neu-Steußlingen)   | Schelklingen-Hütten                   |           | |                |
| Oberes Schloss Oberbalzheim                                | Balzheim-Oberbalzheim                 |           | | weitere Bilder |
| Unteres Schloss Oberbalzheim                               | Balzheim-Oberbalzheim                 |           | |                |
| Schloss Oberdischingen (Castell’sches Schloss)             | Oberdischingen                        |           | |                |
| Schloss Oberherrlingen, Burg Horningen, Schloss Herrlingen | Blaustein-Herrlingen                  |           | | weitere Bilder |
| Schloss Oberkirchberg                                      | Illerkirchberg-Oberkirchberg          |           | | weitere Bilder |
| Schloss Obermarchtal                                       | Obermarchtal                          |           | |                |
| Schloss Oberstadion                                        | Oberstadion                           |           | |                |
| Oberes Schloss Öpfingen                                    | Öpfingen                              |           | |                |
| Unteres Schloss Öpfingen                                   | Öpfingen                              |           | |                |
| Schloss Oberstetten                                        | Langenau-Albeck                       |           | |                |
| Ruine Rammingen (Burstel)                                  | Rammingen                             |           | |                |
| Ruine Rechtenstein                                         | Rechtenstein                          |           | | weitere Bilder |
| Burg Regglisweiler                                         | Dietenheim-Regglisweiler              |           | |                |
| Burgruine Reichenstein                                     | Lauterach-Reichenstein                |           | |                |
| Schloss Rißtissen                                          | Ehingen-Rißtissen                     |           | |                |
| Rödenburg (Oedenburg)                                      | Rammingen                             |           | |                |
| Burg Ruck (Rugge)                                          | Blaubeuren                            |           | |                |
| Burg Salzbühl                                              | Bernstadt                             |           | |                |
| Bemelberger Schlössle                                      | Schelklingen                          |           | |                |
| Burg Schlössle                                             | Bernstadt                             |           | |                |
| Wallburg Schnürpflingen (Schlösslesberg)                   | Schnürpflingen                        |           | |                |
| Burgrest Sirgenstein                                       | Blaubeuren-Weiler                     |           | |                |
| Stauffenberg’sches Schloss                                 | Schelklingen                          |           | |                |
| Burgrest Studach                                           | Schelklingen-Hütten                   |           | |                |
| Ruine St. Ruprecht                                         | Ehingen-Erbstetten                    |           | |                |
| Burg Ufenloch (Aufenloh)                                   | Langenau-Hörvelsingen                 |           | |                |
| Schloss Untermarchtal                                      | Untermarchtal                         |           | |                |
| Ruine Wartstein (Württemberg)                              | Ehingen-Erbstetten                    |           | |                |
| Burg Weidach                                               | Blaustein-Weidach                     |           | |                |
| Burg Weidenstetten                                         | Weidenstetten                         |           | |                |
| Burg Wernau                                                | Wernau (Erbach)                       |           | |                |
| Wernauer Schlößle                                          | Schelklingen                          |           | |                |
| Burg Zähringen                                             | Altheim-Zähringen                     |           | |                |

### Landkreis Biberach
| Name                                                                | Ort / Lage                                       | Typ      | Bemerkungen                                                                                                   | Bild           |
| ------------------------------------------------------------------- | ------------------------------------------------ | -------- | --- | -------------- |
| Schloss Achstetten                                                  | Achstetten                                       |          | | weitere Bilder |
| Burg Aderzhofen                                                     | Uttenweiler-Aderzhofen                           |          | |                |
| Adelssitz Ahlen                                                     | Uttenweiler-Ahlen                                |          | |                |
| Schlössle Alberweiler                                               | Schemmerhofen-Alberweiler                        |          | |                |
| Burg Alleshausen                                                    | Alleshausen                                      |          | |                |
| Alte Burg                                                           | Langenenslingen und Emerfeld                     |          | |                |
| Bürgle (Burg Altheim)                                               | Altheim                                          |          | |                |
| Burgstall Altheim                                                   | Altheim                                          |          | |                |
| Burg Alt-Otterswang                                                 | Bad Schussenried-Otterswang                      |          | |                |
| Burg Ametshausen (Schlüsselburg)                                    | Gutenzell-Hürbel                                 |          | |                |
| Adelssitz Ampfelbronn                                               | Eberhardzell-Ampfelbronn                         |          | |                |
| Burg Andelfingen                                                    | Langenenslingen-Andelfingen                      |          | |                |
| Adelssitz Äpfingen                                                  | Maselheim-Äpfingen                               |          | |                |
| Wasserburg Asenheim (Ensenheim)                                     | Riedlingen                                       |          | |                |
| Adelssitz Assmannshardt                                             | Schemmerhofen-Assmannshardt                      |          | |                |
| Adelssitz Attenweiler                                               | Attenweiler                                      |          | |                |
| Schloss Attenweiler                                                 | Attenweiler                                      |          | |                |
| Adelssitz Atzenberg                                                 | Bad Schussenried-Atzenberg                       |          | |                |
| Burg Aufhofen                                                       | Aufhofen                                         |          | |                |
| Adelssitz Baltringen                                                | Mietingen-Baltringen                             |          | |                |
| Burg Baustetten                                                     | Laupheim-Baustetten                              |          | |                |
| Schloss Baustetten (Neithardtsches Schlössle)                       | Laupheim-Baustetten                              |          | |                |
| Adelssitz Bechingen                                                 | Riedlingen-Bechingen                             |          | |                |
| Burg Bellamont                                                      | Bellamont                                        |          | |                |
| Jagdschloss Bellevue                                                | Riedlingen-Pflummern                             |          | |                |
| Burg Berkheim (Heidenbühl, Haldenbühl)                              | Berkheim                                         |          | |                |
| Burg Betzenweiler                                                   | Betzenweiler                                     |          | |                |
| Burg Biberach                                                       | Biberach an der Riß                              |          | |                |
| Burg Bihlafingen                                                    | Laupheim-Bihlafingen                             |          | |                |
| Wasserburg Bihlafingen                                              | Laupheim-Bihlafingen                             |          | |                |
| Burg Binzwangen                                                     | Ertingen-Binzwangen                              |          | |                |
| Adelssitz Birkenhard                                                | Biberach an der Riß-Birkenhard                   |          | |                |
| Adelssitz Boflitz                                                   | Eberhardzell-Boflitz                             |          | |                |
| Adelssitz Bronnen                                                   | Laupheim-Bronnen                                 |          | |                |
| Adelssitz Buchau                                                    | Dettingen an der Iller-Buchau                    |          | |                |
| Schloss Buchau                                                      | Dettingen an der Iller-Buchau                    |          | |                |
| Burg Buchberg                                                       | Ochsenhausen                                     |          | |                |
| Burg Buchbühl                                                       | Ingoldingen-Winterstettenstadt                   |          | |                |
| Adelssitz Bühl                                                      | Burgrieden-Bühl                                  |          | |                |
| Burg Burgberg                                                       | Ingoldingen-Winterstettenstadt                   |          | |                |
| Burg Buchhalde                                                      | Ochsenhausen                                     |          | |                |
| Ruine Bussen                                                        | Uttenweiler-Offingen                             |          | | weitere Bilder |
| Schlossruine Bußmannshausen                                         | Schwendi-Bußmannshausen                          |          | | weitere Bilder |
| Burg Daugendorf                                                     | Riedlingen-Daugendorf                            |          | |                |
| Wasserburg Daugendorf (Weber’s Burschel)                            | Riedlingen-Daugendorf                            |          | |                |
| Burg Degernau                                                       | Ingoldingen-Degernau                             |          | |                |
| Burg Dettingen an der Iller                                         | Dettingen an der Iller-Dettingen                 |          | |                |
| Burg Dietenberg (Griesingen)                                        | Rot an der Rot-Dietenberg                        |          | |                |
| Burg Dietenburg                                                     | Riedlingen                                       |          | |                |
| Schloss Dürmentingen                                                | Dürmentingen                                     |          | |                |
| Burg Dürnau (Schlösslesbühl)                                        | Dürnau                                           |          | |                |
| Burg Eberhardzell                                                   | Eberhardzell                                     |          | |                |
| Schloss Eberhardzell                                                | Eberhardzell                                     |          | |                |
| Schloss Edelbeuren                                                  | Erolzheim-Edelbeuren                             |          | |                |
| Adelssitz Eichen                                                    | Ochsenhausen-Eichen                              |          | |                |
| Schloss Eichen                                                      | Biberach an der Riß-Eichen                       |          | |                |
| Schloss Ellmannsweiler                                              | Maselheim-Ellmannsweiler                         |          | |                |
| Schloss Ellwangen (Schlösschen)                                     | Rot an der Rot-Ellwangen                         |          | |                |
| Adelssitz Erisdorf                                                  | Erisdorf                                         |          | |                |
| Burg Erolzheim (Frohberg)                                           | Erolzheim                                        |          | |                |
| Schloss Erolzheim                                                   | Erolzheim                                        | Schloss  | Herrenhaus des gleichnamigen Rittergutes, vermutlich auf eine Höhenburg der Herren von Erolzheim zurückgehend | weitere Bilder |
| Burg Ertingen                                                       | Ertingen                                         |          | |                |
| Burg Fischbach                                                      | Ummendorf-Fischbach                              |          | |                |
| Burg Freyberg                                                       | Gutenzell-Hürbel                                 |          | |                |
| Burg Fritzenburg (Warthausen)                                       | Warthausen                                       |          | |                |
| Schloss Göffingen                                                   | Unlingen-Göffingen                               |          | |                |
| Burg Göffingen (Die alte Schlossmauer)                              | Unlingen-Göffingen                               |          | |                |
| Burg Göffingen                                                      | Unlingen-Göffingen                               |          | |                |
| Adelssitz Goldbach                                                  | Goldbach                                         |          | |                |
| Adelssitz Goppertshofen                                             | Ochsenhausen                                     |          | |                |
| Schloss Großlaupheim                                                | Laupheim                                         |          | | weitere Bilder |
| Burg Großschafhausen                                                | Schwendi-Großschafhausen                         |          | |                |
| Burg Großschafhausen (Bergmahd)                                     | Schwendi-Großschafhausen                         |          | |                |
| Unteres Schloss Grüningen (Turm, Hohenburg)                         | Riedlingen-Grüningen                             |          | |                |
| Oberes Schloss Grüningen                                            | Riedlingen-Grüningen                             |          | |                |
| Wasserburg Grüningen (Gröningen)                                    | Riedlingen-Grüningen                             |          | |                |
| Schloss Gutenzell                                                   | Gutenzell-Hürbel                                 |          | |                |
| Burg Gutenzell                                                      | Gutenzell-Hürbel                                 |          | |                |
| Burg Habsberg (Habsburg, Habichsburg Schlossberg)                   | Langenenslingen-Emerfeld                         |          | |                |
| Burg Hailtingen (Burg-Hailtingen)                                   | Dürmentingen-Hailtingen                          |          | |                |
| Ruine Hassenberg (Hassenburg, Hasenmauer)                           | Riedlingen-Zwiefaltendorf                        |          | | weitere Bilder |
| Burg Hattenburg                                                     | Ochsenhausen                                     |          | |                |
| Schloss Heggbach                                                    | Maselheim-Heggbach                               |          | |                |
| Adelssitz Hegheim                                                   | Hegheim                                          |          | |                |
| Adelssitz Heiligkreuztal (Wasserschapf)                             | Heiligkreuztal                                   |          | |                |
| Schloss Heinrichsburg (Herlisberg)                                  | Eberhardzell-Heinrichsburg                       |          | |                |
| Burg Henkenburg (Henkenberg, Bühl)                                  | Burgrieden-Bühl                                  |          | |                |
| Adelssitz Herrlishöfen (Lancwat)                                    | Herrlishöfen                                     |          | |                |
| Burg Hervetsweiler                                                  | Ingoldingen-Hervetsweiler                        |          | |                |
| Schloss Heudorf                                                     | Dürmentingen-Heudorf                             |          | |                |
| Burg Heusenberg (Heusenburg, Hussenburg, Rot, Burgrieden)           | Burgrieden-Rot                                   |          | |                |
| Adelssitz Himmenweiler                                              | Eberhardzell-Himmenweiler                        |          | |                |
| Adelssitz Hochdorf                                                  | Hochdorf                                         |          | |                |
| Schloss Horn                                                        | Ummendorf-Fischbach                              |          | |                |
| Burg Hummertsried (Hummersried)                                     | Eberhardzell-Hummertsried                        |          | |                |
| Alte Burg (Hummersried)                                             | Eberhardzell-Hummertsried                        |          | |                |
| Schloss Hürbel                                                      | Gutenzell-Hürbel                                 |          | |                |
| Adelssitz Illerbachen                                               | Berkheim-Illerbachen                             |          | |                |
| Adelssitz Ingerkingen                                               | Schemmerhofen-Ingerkingen                        |          | |                |
| Adelssitz Ingoldingen                                               | Ingoldingen-Winterstettenstadt                   |          | |                |
| Burg Ittenhausen                                                    | Ittenhausen                                      |          | |                |
| Bachritterburg Kanzach                                              | Kanzach                                          |          | | weitere Bilder |
| Kesselburg                                                          | Biberach an der Riß                              |          | |                |
| Adelssitz Kirchberg                                                 | Kirchberg an der Iller                           |          | |                |
| Schloss Kleinlaupheim                                               | Laupheim                                         |          | |                |
| Schloss Königshofen                                                 | Biberach an der Riß-Königshofen                  |          | |                |
| Burg Kreppach (Obersulmetingen)                                     | Laupheim-Obersulmetingen                         |          | |                |
| Burg Kreuzberg                                                      | Ummendorf                                        |          | |                |
| Burg Kronwinkel                                                     | Tannheim-Kronwinkel                              |          | |                |
| Burg Kürnbach                                                       | Bad Schussenried-Kürnbach                        |          | |                |
| Burg Landau                                                         | Landauhof                                        |          | |                |
| Schloss Langenenslingen (Schlössle)                                 | Langenenslingen                                  |          | |                |
| Burg Langenschemmern                                                | Schemmerhofen-Langenschemmern                    |          | |                |
| Wasserburg Langenschemmern                                          | Schemmerhofen-Langenschemmern                    |          | |                |
| Adelssitz Laubach                                                   | Ochsenhausen-Laubach                             |          | |                |
| Schloss Laupheim (Lehenburg)                                        | Laupheim                                         |          | |                |
| Kleines Schlössle Laupheim                                          | Laupheim                                         |          | |                |
| Burg Laupheim (Mäuerle)                                             | Laupheim                                         |          | |                |
| Burg Linden                                                         | Ingoldingen-Winterstettenstadt                   |          | |                |
| Adelssitz Maselheim                                                 | Maselheim                                        |          | |                |
| Burg Mettenberg                                                     | Rot an der Rot                                   |          | |                |
| Adelssitz Mettenberg                                                | Biberach an der Riß                              |          | |                |
| Burg Mietinten                                                      | Mietingen                                        |          | |                |
| Burg Mietingen (Burggraben)                                         | Mietingen                                        |          | |                |
| Wasserburg Mietingen                                                | Mietingen                                        |          | |                |
| Schloss Mittelbiberach (Altes und Neues Schloss)                    | Mittelbiberach                                   |          | | weitere Bilder |
| Burg Mittelbuch                                                     | Ochsenhausen-Mittelbuch                          |          | |                |
| Burg Möhringen                                                      | Unlingen-Möhringen                               |          | |                |
| Moosburg                                                            | Moosburg                                         |          | |                |
| Adelssitz Muttensweiler                                             | Ingoldingen-Muttensweiler                        |          | |                |
| Ruine Neideck (Neidegg, Herlisberg)                                 | Eberhardzell                                     |          | |                |
| Schloss Neufra                                                      | Riedlingen-Neufra                                |          | |                |
| Alte Burg Neufra                                                    | Riedlingen-Neufra                                |          | |                |
| Neue Burg Neufra                                                    | Riedlingen-Neufra                                |          | |                |
| Ranzenburg                                                          | Riedlingen-Neufra                                |          | |                |
| Burg Neuveringen (Neu-Veringen, Niederveringen)                     | Riedlingen                                       |          | |                |
| Burg Oberhornstolz                                                  | Eberhardzell-Oberhornstolz                       |          | |                |
| Burg Oberstetten (Schlossberg)                                      | Ochsenhausen                                     |          | |                |
| Schloss Obersulmetingen                                             | Laupheim-Obersulmetingen                         |          | |                |
| Adelssitz Oberwachingen                                             | Uttenweiler-Oberwachingen                        |          | |                |
| Schloss Ochsenhausen                                                | Ochsenhausen                                     |          | |                |
| Adelssitz Ochsenhausen                                              | Ochsenhausen                                     |          | |                |
| Schloss Oggelsbeuren                                                | Attenweiler-Oggelsbeuren                         |          | |                |
| Burg Oggelshausen                                                   | Oggelshausen                                     |          | |                |
| Schloss Orsenhausen                                                 | Schwendi-Orsenhausen                             |          | |                |
| Adelssitz Otterswang                                                | Bad Schussenried-Otterswang                      |          | |                |
| Ruine Otterswang                                                    | Bad Schussenried-Otterswang                      |          | |                |
| Schloss Pflummern                                                   | Riedlingen-Pflummern                             |          | |                |
| Burg Reichenbach                                                    | Bad Schussenried-Reichenbach                     |          | |                |
| Adelssitz Reichenbach                                               | Bad Schussenried-Reichenbach                     |          | |                |
| Adelssitz Schlagweiden                                              | Bad Schussenried-Reichenbach                     |          | |                |
| Burg Reinstetten                                                    | Ochsenhausen-Reinstetten                         |          | |                |
| Adelssitz Ringschnait                                               | Biberach an der Riß-Ringschnait                  |          | |                |
| Burg Rißegg                                                         | Biberach an der Riß-Rißegg                       |          | |                |
| Burg Röhrwangen (Vorderburg)                                        | Biberach an der Riß                              |          | |                |
| Wasserschloss Rot                                                   | Burgrieden-Rot                                   |          | |                |
| Schloss Rot an der Rot                                              | Rot an der Rot                                   |          | |                |
| Burg Rottum                                                         | Ochsenhausen-Rottum                              |          | |                |
| Burg Rudersberg                                                     | Bad Schussenried-Steinhausen                     |          | |                |
| Burg Rußegg                                                         | Kanzach-Seelenwald                               |          | |                |
| Wasserburg Sauggart                                                 | Uttenweiler-Sauggart                             |          | |                |
| Burg Scharben (Landau)                                              | Hochdorf-Scharben                                |          | |                |
| Burgrest Schatzberg (Schatzburg)                                    | Langenenslingen-Egelfingen                       | Burgrest | |                |
| Burg Schefoldseck                                                   | Ingoldingen-Grodt                                | Burg     | |                |
| Burg Schelleneigen                                                  | Erolzheim                                        | Burg     | |                |
| Schloss Schemmerberg                                                | Schemmerberg                                     | Schloss  | |                |
| Burg Schemmerhofen                                                  | Schemmerhofen                                    | Burg     | |                |
| Burg Schlossberg (Lettenghau)                                       | Maselheim-Heggbach                               |          | |                |
| Burg Schlossberg                                                    | Uttenweiler                                      |          | |                |
| Schloss Schönebürg                                                  | Schwendi-Schönebürg                              |          | |                |
| Burg Schussenried (Alte Apotheke)                                   | Bad Schussenried                                 |          | |                |
| Burg Schussenried (Neue Apotheke)                                   | Bad Schussenried                                 |          | |                |
| Schloss Schussenried                                                | Bad Schussenried                                 |          | | weitere Bilder |
| Adelssitz Schussenried                                              | Bad Schussenried                                 |          | |                |
| Jagdschloss Schütte                                                 | Dürmentingen                                     |          | |                |
| Lustschloss Schwaigfurt                                             | Bad Schussenried                                 |          | |                |
| Burg Schweinhausen (Berg)                                           | Hochdorf-Schweinhausen                           |          | |                |
| Schloss Schwendi (Altes und Neues Schloss)                          | Schwendi                                         |          | |                |
| Burgrest Schwendi                                                   | Schwendi                                         |          | |                |
| Burg Seekirch (Burgberg)                                            | Seekirch                                         |          | |                |
| Burg Sinningen                                                      | Kirchberg an der Iller-Sinningen                 |          | |                |
| Burgrest Sommershausen                                              | Ochsenhausen-Sommershausen                       |          | |                |
| Altes Schloss Stafflangen                                           | Biberach an der Riß-Stafflangen                  |          | |                |
| Schloss Stafflangen                                                 | Biberach an der Riß-Stafflangen                  |          | |                |
| Adelssitz Steinenfurt                                               | Ingoldingen-Winterstettenstadt-Steinenfurt       |          | |                |
| Burg Steinhausen (Bad Schussenried)                                 | Bad Schussenried-Steinhausen                     |          | |                |
| Burg Stetten                                                        | Achstetten-Stetten                               |          | |                |
| Burg Streitberg                                                     | Biberach an der Riß-Streitberg                   |          | |                |
| Wasserburg Sulmingen                                                | Sulmingen                                        |          | |                |
| Schloss Tannheim                                                    | Tannheim                                         |          | |                |
| Adelssitz Tiefenbach                                                | Tiefenbach                                       |          | |                |
| Adelssitz Tristolz                                                  | Rot an der Rot-Tristolz                          |          | |                |
| Schloss Ummendorf                                                   | Ummendorf                                        |          | |                |
| Burg Unlingen                                                       | Unlingen                                         |          | |                |
| Burg Unteressendorf                                                 | Hochdorf-Unteressendorf                          |          | |                |
| Schloss Untersulmetingen                                            | Laupheim-Untersulmetingen                        |          | |                |
| Schloss Uttenweiler                                                 | Uttenweiler                                      |          | |                |
| Neues Schloss Uttenweiler                                           | Uttenweiler                                      |          | |                |
| Burg Voggen                                                         | Eberhardzell-Weiler                              |          | |                |
| Burg Wagenhalden                                                    | Eberhardzell-Wagenhalden                         |          | |                |
| Schloss Wain                                                        | Wain                                             |          | | weitere Bilder |
| Burg Wain                                                           | Wain                                             |          | |                |
| Burg Waldhausen                                                     | Altheim-Waldhausen                               |          | |                |
| Schloss Warthausen                                                  | Warthausen                                       |          | | weitere Bilder |
| Burg Weihungszell                                                   | Schwendi-Weihungszell                            |          | |                |
| Burg Weiler                                                         | Riedlingen-Bechingen                             |          | |                |
| Schloss Wennedach                                                   | Ochsenhausen-Wennedach                           |          | |                |
| Burg Wettenberg                                                     | Hochdorf-Wettenberg                              |          | |                |
| Wildenburg                                                          | Ingoldingen-Hagnaufurt                           |          | |                |
| Schloss Wilflingen                                                  | Langenenslingen-Wilflingen                       |          | |                |
| Burg Winkel                                                         | Ummendorf-Winkel                                 |          | |                |
| Adelssitz Winterstettendorf                                         | Ingoldingen-Winterstettenstadt-Winterstettendorf |          | |                |
| Burg Winterstetten (Schenkenberg, Schenkenburg, Winterstettenstadt) | Ingoldingen-Winterstettenstadt                   |          | |                |
| Burgstall Winterstettenstadt                                        | Ingoldingen-Winterstettenstadt                   |          | |                |
| Burg Wirrenweiler                                                   | Rot an der Rot-Wirrenweiler                      |          | |                |
| Schloss Zell                                                        | Riedlingen                                       |          | |                |
| Burg Zweifelsberg                                                   | Mittelbiberach-Zweifelsberg                      |          | |                |
| Burg Zwiefaltendorf                                                 | Riedlingen-Zwiefaltendorf                        |          | |                |
| Schloss Zwiefaltendorf                                              | Riedlingen-Zwiefaltendorf                        |          | | weitere Bilder |

### Bodenseekreis
| Name                                                     | Ort / Lage                                      | Typ       | Bemerkungen | Bild           |
| -------------------------------------------------------- | ----------------------------------------------- | --------- | --- | -------------- |
| Burgstall über dem Achtobel                              | Owingen-Hohenbodman                             |           | |                |
| Burgrest Alt-Heiligenberg                                | Heiligenberg-„Hohenstein“                       |           | |                |
| Burg Altraderach (Weiherberg, Heidenschlösschen)         | Friedrichshafen-Kluftern                        |           | |                |
| Ruine Altsummerau                                        | Tettnang-Langnau                                |           | |                |
| Wasserburg Argen                                         | Langenargen                                     |           | | weitere Bilder |
| Burg Baitenhausen                                        | Meersburg-Baitenhausen                          |           | |                |
| Wasserschloss Bambergen                                  | Überlingen-Bambergen                            |           | |                |
| Befestigung im Banzenreuter Wald                         | Salem-„Banzenreuter“                            |           | |                |
| Burgrest Baumgarten                                      | Eriskirch                                       |           | |                |
| Burg Berg                                                | Friedrichshafen-Berg                            |           | |                |
| Adelssitz Berg                                           | Friedrichshafen-Berg                            |           | |                |
| Burg Bermatingen                                         | Bermatingen                                     |           | |                |
| Burgstall über dem Beurenhof                             | Owingen-Beurenhof-„Kalvarienberg“               |           | |                |
| Schloss Billafingen                                      | Owingen-Billafingen                             |           | |                |
| Schloss Birnau                                           | Oberuhldingen                                   |           | |                |
| Wehrkirche Bonndorf (St. Pelagius und Verena)            | Überlingen-Bonndorf                             |           | |                |
| Burgberg Boshasel                                        | Heiligenberg-Wintersulgen                       |           | |                |
| Schloss Brochenzell (Humpis-Schlösschen, Schloss Humpis) | Meckenbeuren-Brochenzell                        |           | |                |
| Burgstall am Buchholz                                    | Heiligenberg-Moos-Flur „Buchholz“               |           | |                |
| Schloss Buchhorn                                         | Friedrichshafen                                 |           | |                |
| Burgstall Bürgberg                                       | Markdorf-Bürgberg                               |           | |                |
| Burgstall Buggensegel                                    | Salem-Buggensegel-„Margarethenberg“             |           | |                |
| Wasserschloss Burgberg                                   | Überlingen                                      |           | | weitere Bilder |
| Bürgle                                                   | Überlingen-Hödingen                             |           | |                |
| Schloßbühl Burg (Deggenhausertal)                        | Deggenhausertal-Deggenhausen-Homberg-Burg       |           | |                |
| Burg Drachenstein                                        | Tettnang-Laimnau                                |           | |                |
| Ruine Ebersberg                                          | Neukirch                                        |           | |                |
| Burg Echbeck                                             | Heiligenberg-Echbeck                            |           | |                |
| Schloss Efrizweiler                                      | Friedrichshafen-Efrizweiler                     |           | |                |
| Befestigung Egg                                          | Heiligenberg-„Nagelstein“                       |           | |                |
| Burgstall Eichle                                         | Deggenhausertal-Hohlenstein-Flur „Bettelküche“  |           | |                |
| Burgstall über dem Eisbrunnen                            | Owingen-Reutehof                                |           | |                |
| Burg Falkenhalden                                        | Deggenhausertal-Falkenhalden                    |           | |                |
| Burgstall Frickingen                                     | Frickingen-Birkenweiler-„Burgstall“             |           | |                |
| Fürstenhäusle                                            | Meersburg                                       |           | |                |
| Schloss Friedrichshafen (Hofen)                          | Friedrichshafen                                 |           | | weitere Bilder |
| Burg Gießen (Wasserschloss Gießen)                       | Kressbronn am Bodensee                          |           | | weitere Bilder |
| Festung Gustavsburg                                      | Friedrichshafen, Buchhorn                       |           | |                |
| Burg Hagnau                                              | Hagnau am Bodensee                              |           | |                |
| Burgstall Hagenau                                        | Hagnau am Bodensee-„Burgstall“                  |           | |                |
| Wallanlage Heidengestied                                 | Friedrichshafen-Raderach-„Heidengestäud“        |           | |                |
| Schloss Heiligenberg (Burg Neu-Heiligenberg)             | Heiligenberg                                    |           | | weitere Bilder |
| Schloss Helmsdorf                                        | Immenstaad am Bodensee-Helmsdorf                |           | |                |
| Schloss Hersberg                                         | Immenstaad am Bodensee-Hersberg                 |           | | weitere Bilder |
| Schloss Hirschlatt                                       | Friedrichshafen-Hirschlatt                      |           | |                |
| Ruine Hohenbodman                                        | Owingen-Hohenbodman                             |           | |                |
| Ruine Hohenfels (Alt-Hohenfels, Nieder-Hohenfels)        | Sipplingen                                      | Burg      | |                |
| Schloss Hohenstein (Hauenstein)                          | Bermatingen                                     | Schloss   | |                |
| Burgstall Hornstein                                      | Deggenhausertal-Hornstein-Flur „Burgstall“      | Burgstall | |                |
| Burgrest Hüneberg (Burghalde)                            | Sipplingen                                      |           | |                |
| Wehrkirche Immenstaad (St. Jodokus)                      | Immenstaad am Bodensee                          |           | |                |
| Burg Ittendorf                                           | Markdorf-Ittendorf                              |           | | weitere Bilder |
| Burgstall Jettenhausen                                   | Friedrichshafen-Jettenhausen                    |           | |                |
| Schlossbühl Kaltbächle                                   | Deggenhausertal-Kaltbächle-„Schlossbühl“        |           | |                |
| Burgstall Kaplinz                                        | Owingen                                         |           | |                |
| Schloss Killenberg                                       | Salem-Killenberg                                |           | |                |
| Burg Kilsenberg                                          | Owingen-Burghöfe-„Kätzleberg“                   |           | |                |
| Schloss Kirchberg (Immenstaad)                           | Immenstaad am Bodensee                          |           | | weitere Bilder |
| Burgstall Kohlberg                                       | Sipplingen-Buohof-„Kohlberg“                    |           | |                |
| Lenensburg                                               | Kressbronn am Bodensee-Betznau                  |           | |                |
| Burgstall Leonegg (Burg Leonegg/Schlossbühl)             | Heiligenberg-Katzensteig-„Schlossbühl“          |           | |                |
| Schloss Liebenau (Meckenbeuren)                          | Liebenau                                        |           | | weitere Bilder |
| Schlossbühl Limpach                                      | Deggenhausertal                                 |           | |                |
| Burg Löwental (Eichstegen)                               | Friedrichshafen                                 |           | |                |
| Burgstall Margarethenberg                                | Salem-Buggensegel                               |           | |                |
| Schloss Markdorf (Altes Schloss, Bischofsschloss)        | Markdorf                                        |           | | weitere Bilder |
| Burg Markdorf (Altschloss)                               | Markdorf                                        |           | |                |
| Schloss Maurach                                          | Uhldingen-Mühlhofen                             |           | | weitere Bilder |
| Burg Meersburg (Altes Schloss)                           | Meersburg                                       |           | | weitere Bilder |
| Neues Schloss Meersburg (Schloss Meersburg)              | Meersburg                                       |           | | weitere Bilder |
| Schloss Montfort (Langenargen, Argen)                    | Langenargen                                     |           | | weitere Bilder |
| Burg Nesselwangen (Schlossberg)                          | Überlingen-Nesselwangen-„Schlosshölzle“         |           | |                |
| Neue Burg Raderach                                       | Friedrichshafen-Raderach                        |           | |                |
| Burgrest Neusummerau                                     | Tettnang-Oberlangnau                            |           | |                |
| Burg Nüffern                                             | Salem-Neufrach                                  |           | |                |
| Schlossbühl Oberuhldingen (Burg Oberrieden?)             | Uhldingen-Mühlhofen-Oberuhldingen-„Schlossbühl“ |           | |                |
| Schloßbühl Owingen                                       | Owingen-„Schlossbühl“                           |           | |                |
| Burg Ramsberg                                            | Heiligenberg-Katzensteig-„Ramsberg“             |           | |                |
| Rothsches Palais                                         | Markdorf                                        |           | |                |
| Schloss Salem                                            | Salem                                           |           | | weitere Bilder |
| Burg Sammletshofen                                       | Meckenbeuren-Sammletshofen                      |           | |                |
| Burghügel Sandacker                                      | Deggenhausertal-Burg-Flur „Sandacker“           |           | |                |
| Burg Schiggendorf (Schlossberg)                          | Meersburg-Schiggendorf                          |           | |                |
| Schwedenschanze                                          | Frickingen                                      |           | |                |
| Burgstall am Seilerstobel (Ettenburg?)                   | Owingen-Hohenbodman-Flur „Seilerstobel“         |           | |                |
| Schloss Spetzgart                                        | Überlingen-Hödingen                             | Schloss   | Ehemalige Burg; ab 1481 in Besitz der Reichlin von Meldegg, dann ab 1501 beim Kloster Obermarchtal; im 18. Jahrhundert beim Augustinerkloster Konstanz; um 1754 Aus- und Umbau des Schlosses; 1896 Fremdenpension; 1906 Erweiterung des Schlosses, dabei der rechtwinklig zum alten Herrenhaus aufgeführte viergeschossige Westflügel mit Turm und Staffelgiebel errichtet, bis 1928 Luftkur-Sanatorium; seitdem Zweigstelle der Schule Schloss Salem (Salem Kolleg); Um- und Anbauten der 1970er Jahre | weitere Bilder |
| Neues Schloss (Tettnang)                                 | Tettnang                                        |           | | weitere Bilder |
| Altes Schloss Tettnang                                   | Tettnang                                        |           | | weitere Bilder |
| Torschloss Tettnang                                      | Tettnang                                        |           | | weitere Bilder |
| Schloss Rauenstein (Überlingen)                          | Überlingen                                      |           | | weitere Bilder |
| Schloss Überlingen                                       | Überlingen                                      |           | |                |
| Burg Überlingen (Winterhalde)                            | Überlingen                                      |           | |                |
| Burgstall Waldburg (Bürstenbühl)                         | Owingen-Wälde-„Waldburg“                        |           | |                |
| Burgstall im Wiedenholz                                  | Owingen-Taisersdorf-„Wiedenholz“                |           | |                |
| Burg Zielbühl                                            | Uhldingen-Mühlhofen-Unteruhldingen              |           | |                |
| Burg Zwingenburg                                         | Owingen-Billafingen                             |           | |                |

### Landkreis Ravensburg
| Name                                                   | Ort / Lage                            | Typ       | Bemerkungen | Bild           |
| ------------------------------------------------------ | ------------------------------------- | --------- | --- | -------------- |
| Schloss Achberg                                        | Achberg                               |           | | weitere Bilder |
| Wallanlage Adelegg                                     | Horgenzell-Zogenweiler                |           | |                |
| Schloss Adelsreute                                     | Ravensburg-Adelsreute                 |           | |                |
| Burg Affenstein                                        | Argenbühl-Göttlishofen                |           | |                |
| Burg Ahegg                                             | Wangen im Allgäu-Deuchelried          |           | |                |
| Burg Aichstetten                                       | Aichstetten                           |           | |                |
| Burg Albris                                            | Kißlegg-Siggen                        |           | |                |
| Burg Alt-Kisslegg (Schlossbühl)                        | Kißlegg                               |           | |                |
| Schloss Altmannshofen                                  | Aichstetten-Altmannshofen             |           | |                |
| Burg Alt-Marstetten                                    | Aitrach-Marstetten                    |           | |                |
| Burg Alt-Schomburg (Hochburg)                          | Wangen im Allgäu-Schomburg            |           | |                |
| Schloss Altshausen (Alter und Neuer Bau)               | Altshausen                            |           | | weitere Bilder |
| Schloss Alttann (Wolfegg)                              | Wolfegg                               |           | |                |
| Schloss Amtzell                                        | Amtzell                               |           | | weitere Bilder |
| Burg Ankenreute                                        | Schlier-Oberankenreute                |           | abgegangene Burg |                |
| Burg Appenberg                                         | Schlier-Appenberg                     |           | abgegangene Burg |                |
| Burgrest Arnsberg                                      | Argenbühl-Ratzenried                  |           | |                |
| Schloss Aulendorf                                      | Aulendorf                             |           | | weitere Bilder |
| Schloss Baindt                                         | Baindt                                |           | 1842 abgebrochenes Zisterzienserinnenkloster | weitere Bilder |
| Schloss Benzenhofen                                    | Berg-Benzenhofen                      |           | |                |
| Burg Bernhofen                                         | Ravensburg-Bernhofen                  |           | |                |
| Schloss Bettenreute                                    | Fronreute Reute-Fronhofen-Bettenreute |           | | weitere Bilder |
| Biegenburg (Bisenburg, Beyenburg, Bigenburg)           | Fronreute-Blitzenreute                |           | |                |
| Burg Blumenau                                          | Wangen im Allgäu                      |           | |                |
| Burg Blutsberg                                         | Aichstetten-Altmannshofen             |           | |                |
| Burg Bolsternang                                       | Isny im Allgäu-Großholzleute          |           | |                |
| Burg Eintürnenberg                                     | Bad Wurzach-Eintürnen                 |           | |                |
| Burg Fronhofen (Wohnturm Fronhofen, Römerturm)         | Fronreute Reute-Fronhofen             |           | |                |
| Burg Greckenhof                                        | Ravensburg-Greckenhof                 |           | |                |
| Schloss Haisterkirch                                   | Haisterkirch                          |           | ab 1736 in schlichten Barockformen errichtetes Schloss, lange Zeit als Kloster genutzt                                                                                                   | weitere Bilder |
| Haslachburg                                            | Weingarten (Württemberg)              |           | |                |
| Burg Hatzenturm (Burg Wolpertswende)                   | Wolpertswende-Hatzenturm              |           | |                |
| Schloss Hauerz                                         | Bad Wurzach                           |           | |                |
| Burg Hauerz                                            | Bad Wurzach-Hauerz                    |           | |                |
| Ruine Hohentann (Tanne)                                | Wolfegg                               |           | |                |
| Schloss Hummelsberg                                    | Leutkirch im Allgäu                   | Schloss   | Das Furtenbach (schwäbisches Patriziergeschlecht)-Schlösschen ist eine barocke Anlage aus dem 18. Jahrhundert (wohl um 1736); Anwesen heute im Besitz der kirchlichen Stiftung St. Anna. |                |
| Schloss Isny                                           | Isny im Allgäu                        |           | | weitere Bilder |
| Altes Schloss Kißlegg (Wolfeggsches Schloss)           | Kißlegg                               |           | | weitere Bilder |
| Neues Schloss Kißlegg (Zeilsches Schloss)              | Kißlegg                               |           | | weitere Bilder |
| Burg Königsegg                                         | Guggenhausen                          |           | |                |
| Schloss Königseggwald                                  | Königseggwald                         |           | |                |
| Burg Leupolz                                           | Wangen im Allgäu                      |           | |                |
| Burg Martinsberg                                       | Weingarten (Württemberg)              |           | abgegangene Burg |                |
| Schloss Martinsberg                                    | Weingarten (Württemberg)              |           | abgegangenes Schloss |                |
| Burgruine Marstetten                                   | Aitrach                               |           | |                |
| Burg Megelolf (Megelolues)                             | Argenbühl-Eglofs                      |           | |                |
| Burg Mosisgreut                                        | Vogt                                  |           | |                |
| Burg Neideck                                           | Argenbühl                             |           | |                |
| Burg Nessenreben                                       | Weingarten                            |           | abgegangene Burg |                |
| Schloss Nessenreben                                    | Weingarten                            |           | |                |
| Burgruine Neuravensburg                                | Wangen im Allgäu-Neuravensburg        |           | |                |
| Burg Neutann                                           | Wolfegg                               |           | |                |
| Schloss Neutrauchburg                                  | Neutrauchburg                         |           | |                |
| Burgrest Neuwaldsee (Burgstock)                        | Bad Waldsee-Hittisweiler              |           | |                |
| Burg Oflings                                           | Wangen im Allgäu-Deuchelried          |           | |                |
| Ruine Pfaffenweiler                                    | Amtzell-Herfatz                       |           | |                |
| Ruine Praßberg                                         | Wangen im Allgäu-Beutelsau            |           | |                |
| Schloss Rahlen                                         | Ravensburg                            |           | | weitere Bilder |
| Rappenburg                                             | Schlier-Wetzisreute                   |           | abgegangene Burg |                |
| Schloss Ratzenried (Unteres Schloss)                   | Argenbühl-Ratzenried                  | Schloss   | um 1500 erbautes neues Schloss anstelle eines Maierhofes, Mitte des 19. Jahrhunderts im Wesentlichen zum heutigen Aussehen umgestaltet.                                                  | weitere Bilder |
| Ruine Ratzenried (Alt-Ratzenried, Oberes Schloss)      | Argenbühl-Ratzenried                  | Höhenburg | Dominierende Ruine einer Kastellburg mit Bergfried des verm. 12. Jahrhunderts, 1632 niedergebrannt, seitdem Ruine                                                                        | weitere Bilder |
| Ravensburg                                             | Ravensburg                            |           | | weitere Bilder |
| Schloss Reichenhofen                                   | Reichenhofen                          |           | |                |
| Jagdschloss Rimpach                                    | Leutkirch im Allgäu-Rimpach           |           | | weitere Bilder |
| Ringgenburg (Esenhausen) (Rinkenburg)                  | Esenhausen                            |           | |                |
| Ringgenburg (Schmalegg) (Rinkenburg)                   | Ravensburg-Schmalegg                  |           | |                |
| Burg Schmalegg (Schlossbüchel)                         | Ravensburg-Schmalegg                  |           | |                |
| Burgrest Schomburg                                     | Wangen im Allgäu-Schomburg            |           | |                |
| Burg Schwenden                                         | Argenbühl-Ratzenried                  |           | |                |
| Schloss Siggen                                         | Argenbühl-Siggen                      |           | |                |
| Burg Spinnenhirn                                       | Schlier-Spinnenhirn                   |           | abgegangene Burg |                |
| Burg Stuben                                            | Altshausen                            |           | |                |
| Tobelburg                                              | Berg                                  |           | abgegangene Burg |                |
| Burg Torkenweiler                                      | Ravensburg-Torkenweiler               |           | abgegangene Burg |                |
| Schloss Unterzeil                                      | Leutkirch im Allgäu-Unterzeil         |           | |                |
| Wehrkirche Unterzeil (St. Magnus)                      | Leutkirch im Allgäu-Unterzeil         |           | |                |
| Burg Valleray                                          | Argenbühl-Ratzenried                  |           | |                |
| Veitsburg (Veitsberg, Schloss Ravensburg, Schlösschen) | Ravensburg                            |           | | weitere Bilder |
| Burg Waizenhofen                                       | Aichstetten                           |           | |                |
| Waldburg                                               | Waldburg                              |           | | weitere Bilder |
| Schloss Waldsee                                        | Bad Waldsee                           |           | |                |
| Burg Waldsee (Burghalde)                               | Bad Waldsee                           |           | |                |
| Schlössle                                              | Weingarten                            |           | | weitere Bilder |
| Schloss Weißenau                                       | Ravensburg-Weißenau                   |           | |                |
| Burg Wildeneck (auch Burg Wildenegg)                   | Weingarten (Württemberg)              |           | |                |
| Schloss Wolfegg                                        | Wolfegg                               |           | | weitere Bilder |
| Altes Schloss Wurzach                                  | Bad Wurzach                           |           | |                |
| Neues Schloss Wurzach                                  | Bad Wurzach                           |           | | weitere Bilder |
| Zangeburg                                              | Ravensburg                            |           | |                |
| Schloss Zeil                                           | Leutkirch im Allgäu                   |           | | weitere Bilder |
| Burg Zußdorf                                           | Wilhelmsdorf-Zussdorf                 |           | |                |

### Landkreis Reutlingen
| Name                                                | Ort / Lage                                    | Typ                 | Bemerkungen | Bild                                       |
| --------------------------------------------------- | --------------------------------------------- | ------------------- | --- | ------------------------------------------ |
| Ruine Achalm                                        | Reutlingen                                    | Höhenburg           | Ruine, Bergfried als Aussichtsturm | weitere Bilder                             |
| Ruine Alt-Ehrenfels (Ehrenfels)                     | Hayingen                                      | Höhenburg           | Ruine |                                            |
| Altenburg                                           | Reutlingen-Altenburg                          | Niederungsburg      | Frühmittelalterliches castellum onfridinga, Burgstall, Reste wurden untersucht |                                            |
| Burg Alt-Lichtenstein (Alter Lichtenstein)          | Lichtenstein-Honau                            | Höhenburg           | Burgruine mit Teilen des Bergfrieds, der Zisterne und der Burgmauer | weitere Bilder                             |
| Burg Alt-Hayingen                                   | Hayingen-Indelhausen                          | Wallanlage          | vermutlich keltische Ringwallanlage |                                            |
| Ameisenbühl                                         | Bad Urach (Lage: 48° 28′ 53″ N, 9° 21′ 53″ O) | Höhenburg           | Kleiner Burgstall, vermutlich zur Absicherung von Montanwirtschaft | Mehr Bilder                                |
| Burg Baach (Bach)                                   | Zwiefalten-Baach                              |                     | |                                            |
| Burg Baldeck                                        | Bad Urach-Wittlingen                          |                     | | weitere Bilder                             |
| Burg Baldelau                                       | Gomadingen-Wasserstetten                      |                     | |                                            |
| Burg Bichishausen                                   | Münsingen-Bichishausen                        |                     | | weitere Bilder                             |
| Burg Blankenhorn                                    | Bad Urach                                     |                     | |                                            |
| Ruine Blankenstein                                  | Gomadingen-Wasserstetten                      |                     | |                                            |
| Burg Bronnweiler                                    | Reutlingen-Bronnweiler                        |                     | |                                            |
| Burg Burgstein                                      | Lichtenstein-Unterhausen                      |                     | |                                            |
| Burg Buttenhausen                                   | Münsingen-Buttenhausen                        |                     | |                                            |
| Schloss Buttenhausen                                | Münsingen-Buttenhausen                        |                     | |                                            |
| Ruine Dapfen                                        | Gomadingen-Marbach                            |                     | |                                            |
| Burg Derneck (Degeneck)                             | Hayingen                                      |                     | | weitere Bilder                             |
| Schloss Ehestetten                                  | Hayingen-Ehestetten                           |                     | |                                            |
| Burg Erpfingen                                      | Sonnenbühl-Erpfingen                          |                     | |                                            |
| Burgrest Fischburg                                  | Bad Urach                                     |                     | |                                            |
| Burg Genkingen (Steinhaus)                          | Sonnenbühl-Genkingen                          |                     | | weitere Bilder                             |
| Burgstall Genkingen                                 | Sonnenbühl-Genkingen                          |                     | |                                            |
| Burg Gomadingen                                     | Gomadingen                                    |                     | |                                            |
| Schloss Grafeneck                                   | Gomadingen-Dapfen                             |                     | | weitere Bilder                             |
| Burg Greifenstein                                   | Lichtenstein-Unterhausen                      |                     | | weitere Bilder zur unteren und oberen Burg |
| Schloss Großengstingen (Prälatenschloss)            | Engstingen-Großengstingen                     |                     | |                                            |
| Burg Haideck                                        | Trochtelfingen                                |                     | |                                            |
| Heidenburg                                          | Sonnenbühl-Willmandingen                      | Höhenburg, Wallburg | Hallstattzeitliche Reste einer Höhenbefestigung (Wallburg) (600–400 v. Chr.) auf dem nordwestlichen Rand des 852 m ü. NN hohen Riedernberges |                                            |
| Burg Heidengraben                                   | Grabenstetten                                 |                     | |                                            |
| Heunenburg                                          | Zwiefalten                                    |                     | |                                            |
| Burg Hielock                                        | Trochtelfingen-Mägerkingen                    |                     | |                                            |
| Burg Hochbiedeck                                    | Lichtenstein-Unterhausen                      |                     | |                                            |
| Ruine Hofen                                         | Grabenstetten                                 |                     | |                                            |
| Burg Hohenerpfingen (Schnatren)                     | Sonnenbühl-Erpfingen                          |                     | Turmburgruine | weitere Bilder                             |
| Burg Hohengenkingen                                 | Sonnenbühl-Genkingen                          |                     | |                                            |
| Burg Hohengundelfingen                              | Münsingen                                     |                     | | weitere Bilder                             |
| Burg Hohenhundersingen                              | Münsingen-Hundersingen                        |                     | | weitere Bilder                             |
| Burg Hohenstein                                     | Hohenstein                                    |                     | |                                            |
| Burg Hohenurach                                     | Bad Urach                                     |                     | | weitere Bilder                             |
| Burg Hohenwittlingen (Wittlingen)                   | Bad Urach-Wittlingen                          |                     | | weitere Bilder                             |
| Burg Hohloch                                        | Münsingen                                     |                     | |                                            |
| Burg Hugenberg                                      | Reutlingen-Bronnweiler                        |                     | |                                            |
| Imenburg                                            | Lichtenstein-Unterhausen                      |                     | |                                            |
| Schloss Lichtenstein                                | Lichtenstein                                  |                     | | weitere Bilder                             |
| Burg Littstein (Hohenlittstein)                     | Bad Urach                                     |                     | |                                            |
| Ruine Maisenburg                                    | Hayingen-Indelhausen                          |                     | |                                            |
| Burg Meidelstetten                                  | Hohenstein                                    |                     | |                                            |
| Burg Metzingen                                      | Metzingen                                     | Burgstall           | 1075 mit Eberhard von Metzingen erstmals erwähnte Edelfreie von Metzingen hatten ihren Sitz ursprünglich in dieser Wasserburg östlich der Metzinger Martinskirche. Gegen 1100 Burgsitz auf den (Metzinger) Weinberg verlegt und dort eine kleine Burg errichtet. Wasserburg aufgegeben und überbaut. |                                            |
| Schloss Münsingen (Altes Schloss)                   | Münsingen                                     |                     | |                                            |
| Schloss Neuehrenfels (Ehrenfels)                    | Hayingen                                      |                     | |                                            |
| Ruine Niedergundelfingen                            | Münsingen-Gundelfingen                        |                     | | weitere Bilder                             |
| Ödenburg (Oberstetten)                              | Hohenstein-Oberstetten                        |                     | |                                            |
| Burg Pfälen                                         | Bad Urach                                     |                     | |                                            |
| Burg Pfullingen (Obere Burg)                        | Pfullingen                                    |                     | |                                            |
| Schlössle Pfullingen                                | Pfullingen                                    |                     | | weitere Bilder                             |
| Schloss Pfullingen (Rempenburg, Untere Burg)        | Pfullingen                                    |                     | |                                            |
| Burg Reichenau                                      | Münsingen                                     |                     | |                                            |
| Burg Rieder                                         | Zwiefalten-Baach                              |                     | |                                            |
| Schloss Rübgarten                                   | Pliezhausen-Rübgarten                         |                     | |                                            |
| Burg Runder Berg                                    | Bad Urach                                     |                     | |                                            |
| Schalggenburg                                       | Wannweil                                      |                     | |                                            |
| Burg Schorren (Venedigerloch)                       | Bad Urach                                     |                     | |                                            |
| Ruine Schülzburg (Schiltenburg)                     | Hayingen-Anhausen                             |                     | | weitere Bilder                             |
| Burg Seeburg                                        | Bad Urach-Seeburg                             |                     | |                                            |
| Burg Siegeberg                                      | Zwiefalten-Upflamör                           |                     | |                                            |
| Burg Sonderbuch (Schlossberg)                       | Zwiefalten-Sonderbuch                         |                     | |                                            |
| Burg Stahleck                                       | Lichtenstein-Unterhausen                      |                     | |                                            |
| Burg Steingebronn                                   | Gomadingen-Steingebronn                       |                     | |                                            |
| Burg Steinhilben                                    | Trochtelfingen-Steinhilben                    |                     | |                                            |
| Ruine Stöffeln                                      | Reutlingen-Gönningen                          |                     | |                                            |
| Burg Trochtelfingen                                 | Trochtelfingen                                |                     | |                                            |
| Schloss Trochtelfingen (Gröll’sches Schloss)        | Trochtelfingen                                |                     | |                                            |
| Wasserschloss Trochtelfingen (Stolch’sches Schloss) | Trochtelfingen                                |                     | |                                            |
| Unteres Schloss Trochtelfingen                      | Trochtelfingen                                |                     | |                                            |
| Schloss Uhenfels                                    | Bad Urach-Seeburg                             |                     | |                                            |
| Burg Unterhausen (Burgstein)                        | Lichtenstein-Unterhausen                      |                     | |                                            |
| Schloss Urach                                       | Bad Urach                                     |                     | |                                            |
| Wehrkirche Walddorf                                 | Walddorfhäslach-Walddorf                      |                     | |                                            |
| Burg Weiler                                         | Hayingen-Münzdorf                             | Burgstall           | Burgstall mit Resten eines Wallgrabens auf Anhöhe über Weiler, war vermutlich kleine Turmhügelburg |                                            |
| Burg Weinberg (Metzingen) (Burg Winberg)            | Metzingen                                     | Burgstall           | Gegen 1100 Burgsitz auf den (Metzinger) Weinberg verlegt und dort eine kleine Burg erbaut. Die Herren von Stöffeln, die im 13. Jahrhundert in Metzingen Besitz erlangt hatten, nannte sich nach dieser Burg Stöffeln von Weinberg. 1281 wird die Burg auf dem Metzinger Weinberg erstmals urkundlich genannt. 1317 ging die Burg zusammen mit dem halben Ort Metzingen nach kriegerischen Auseinandersetzungen an die Graf Eberhard I. von Württemberg über. Vermutlich wurde die Burg in diesen Kämpfen zerstört und nicht mehr wiederaufgebaut. Seit 1596 mit dem Weinbergtürmle überbaut. |                                            |
| Burg Wildenau                                       | Pliezhausen                                   |                     | |                                            |
| Burg Wittlingen                                     | Wittlingen                                    |                     | |                                            |

### Landkreis Sigmaringen
| Name                                                                            | Ort / Lage                           | Typ                        | Bemerkungen                                             | Bild           |
| ------------------------------------------------------------------------------- | ------------------------------------ | -------------------------- | ------------------------------------------------------- | -------------- |
| Burg Affelstetten (Altes Schloss)                                               | Veringenstadt-Affelstetten           | Höhenburg                  | Burgruine                                               |                |
| Burg Altgutenstein (Burgfelden)                                                 | Sigmaringen-Gutenstein               | Spornburg                  | Burgstall                                               |                |
| Alt-Lichtenegg                                                                  | Illmensee-Lichtenegg                 | Spornburg                  | Burgstall                                               |                |
| Burg Altwildenstein (Vorderwildenstein)                                         | Leibertingen                         | Spornburg                  | Burgruine                                               |                |
| Burg Arnoldsberg                                                                | Ostrach                              |                            |                                                         |                |
| Burg Auchtbühl                                                                  | Beuron-Neidlingen                    |                            |                                                         |                |
| Ruine Baldenstein                                                               | Gammertingen                         |                            |                                                         |                |
| Schloss Bartelstein                                                             | Scheer                               |                            |                                                         | weitere Bilder |
| Baumburg (Buwenburg)                                                            | Herbertingen-Hundersingen            | Turmhügelburg              | Burgstall                                               |                |
| Ruine Benzenberg (Benzenburg)                                                   | Meßkirch-Rohrdorf                    | Höhenburg                  | Burgstall                                               |                |
| Burgstall Bittelschieß                                                          | Krauchenwies-Bittelschieß            | Höhenburg                  | vollständig abgegangen                                  |                |
| Ruine Bittelschieß                                                              | Bingen-Hornstein                     | Höhenburg                  | Burgstall                                               |                |
| Burg Boll                                                                       | Sauldorf-Boll                        | Niederungsburg, Wasserburg | Burgstall, überbaut                                     |                |
| Schloss Bronnen                                                                 | Gammertingen-Bronnen                 |                            |                                                         |                |
| Bürgle                                                                          | Scheer-Heudorf                       |                            |                                                         |                |
| Ruine Burgweiler                                                                | Ostrach-Burgweiler                   |                            |                                                         |                |
| Burg Burrach                                                                    | Wald (Hohenzollern)                  |                            |                                                         |                |
| Burg Burren                                                                     | Mengen                               |                            |                                                         |                |
| Burg Dichtenhausen                                                              | Ostrach-Dichtenhausen                |                            |                                                         |                |
| Ruine Dietfurt                                                                  | Inzigkofen-Dietfurt                  |                            |                                                         |                |
| Ruine Eppenburg                                                                 | Stetten am kalten Markt-Frohnstetten |                            |                                                         |                |
| Burg Falkenstein (Donautal)                                                     | Beuron                               |                            |                                                         |                |
| Burg Freudenberg                                                                | Ostrach-Freudenberg                  |                            |                                                         |                |
| Burg Friedberg (Bad Saulgau)                                                    | Bad Saulgau-Friedberg                |                            |                                                         |                |
| Altes Schloss (Gammertingen)                                                    | Gammertingen                         |                            |                                                         |                |
| Neues Schloss (Gammertingen)                                                    | Gammertingen                         |                            | Neues Schloss in Gammertingen, heute Sitz des Rathauses |                |
| Burg Großstadelhofen                                                            | Pfullendorf-Großstadelhofen          |                            |                                                         |                |
| Schloss Gutenstein                                                              | Sigmaringen-Gutenstein               |                            |                                                         |                |
| Hahnenkamm                                                                      | Leibertingen                         |                            |                                                         |                |
| Schloss Hausen                                                                  | Beuron-Hausen im Tal                 |                            |                                                         |                |
| Burg Heggelbach                                                                 | Herdwangen-Schönach-Oberndorf        |                            |                                                         |                |
| Ruine Hertenstein (Altes Schloss)                                               | Sigmaringen                          |                            |                                                         |                |
| Schloss Hettingen                                                               | Hettingen                            |                            | Rathaus, Fastnachtsmuseum Narrenburg                    |                |
| Hexenturm                                                                       | Leibertingen                         |                            |                                                         |                |
| Burg Hinterlichtenstein                                                         | Neufra                               |                            |                                                         |                |
| Burg Hirschbühl                                                                 | Beuren (Mengen)                      |                            |                                                         |                |
| Burgstall Hornstein                                                             | Bingen-Hornstein                     |                            |                                                         |                |
| Burg Hornstein                                                                  | Bingen-Hornstein                     |                            |                                                         |                |
| Burg Hustneck                                                                   | Gammertingen                         |                            |                                                         |                |
| Schloss Inzigkofen                                                              | Inzigkofen                           |                            |                                                         |                |
| Burg Isikofen                                                                   | Sigmaringen-Jungnau                  |                            |                                                         |                |
| Jagdschloss Josefslust                                                          | Sigmaringen-Josefslust               |                            |                                                         | weitere Bilder |
| Burg Jungnau                                                                    | Sigmaringen-Jungnau                  |                            |                                                         |                |
| Burg Katharinafels (Offenes Loch)                                               | Beuron                               |                            |                                                         |                |
| Altes Schloss Krauchenwies (Wasserhaus)                                         | Krauchenwies                         |                            |                                                         | weitere Bilder |
| Sommerschloss Krauchenwies (Landhaus)                                           | Krauchenwies                         |                            |                                                         |                |
| Burg Kreidenstein                                                               | Beuron                               |                            |                                                         |                |
| Ruine Lägelen (Wagenburg)                                                       | Beuron-Hausen im Tal                 |                            |                                                         |                |
| Burg Langenfels                                                                 | Leibertingen                         |                            |                                                         |                |
| Burg Leibertingen (Bei der Burg)                                                | Leibertingen                         |                            |                                                         |                |
| Burg Leiterberg                                                                 | Ostrach-Wangen                       |                            |                                                         |                |
| Burg Lengenfeld                                                                 | Beuron-Hausen im Tal                 |                            |                                                         |                |
| Burg Lenzenberg (Langenfels, Linzenberg)                                        | Sigmaringen-Gutenstein               |                            |                                                         |                |
| Wasserschloss Menningen                                                         | Meßkirch-Menningen                   |                            |                                                         | weitere Bilder |
| Schloss Meßkirch                                                                | Meßkirch                             |                            |                                                         | weitere Bilder |
| Neidinger Heidenschloss (Jagberg, Heidenschloss)                                | Beuron-Neidingen                     |                            |                                                         |                |
| Burg Neidingen (Fallfelsenhöhle)                                                | Beuron-Neidingen                     |                            |                                                         |                |
| Burgruine Neugutenstein (Gebrochen Gutenstein, Neugutenstein, Niedergutenstein) | Sigmaringen                          |                            |                                                         |                |
| Schloss Neufra                                                                  | Neufra                               |                            |                                                         |                |
| Neu-Lichtenegg                                                                  | Illmensee-Lichtenegg                 |                            |                                                         |                |
| Burgstall Ostrach                                                               | Ostrach                              |                            |                                                         |                |
| Petershöhle                                                                     | Beuron                               |                            |                                                         |                |
| Burg Pfannenstiel                                                               | Beuron                               |                            |                                                         |                |
| Schlössle Ratzenhofen (Schlösschen Ratzenhofen)                                 | Sigmaringendorf                      |                            |                                                         |                |
| Burgstall Rosna                                                                 | Mengen-Rosna                         |                            |                                                         |                |
| Schauenburg                                                                     | Stetten am kalten Markt              |                            |                                                         |                |
| Schloss Scheer                                                                  | Scheer                               |                            |                                                         | weitere Bilder |
| Burg Schiltau                                                                   | Sigmaringen-Jungnau                  |                            |                                                         |                |
| Burg Schmeien                                                                   | Sigmaringen-Oberschmeien             |                            |                                                         |                |
| Schloss Sigmaringen                                                             | Sigmaringen                          |                            |                                                         | weitere Bilder |
| Burg Sigmaringendorf                                                            | Sigmaringendorf                      |                            |                                                         |                |
| Burg Spaltfels                                                                  | Beuron                               |                            |                                                         | weitere Bilder |
| Schloss Stetten                                                                 | Stetten am kalten Markt              |                            |                                                         |                |
| Storzinger Schlössle                                                            | Stetten am kalten Markt-Storzingen   |                            |                                                         |                |
| Unterfalkenstein                                                                | Beuron-Thiergarten                   |                            |                                                         |                |
| Unterwildenstein                                                                | Leibertingen                         |                            |                                                         |                |
| Burg Utkoven (Nickhof)                                                          | Inzigkofen-Nickhof                   |                            |                                                         |                |
| Burg Veringen                                                                   | Veringenstadt-Veringendorf           |                            |                                                         |                |
| Burg Vorderlichtenstein (Bubenhofen)                                            | Neufra                               |                            |                                                         |                |
| Waldburg (Waldbeuren)                                                           | Ostrach-Waldbeuren                   |                            |                                                         |                |
| Burg Waldsberg                                                                  | Sauldorf-Krumbach                    |                            |                                                         |                |
| Ruine Weckenstein (Heidenschloss)                                               | Stetten am kalten Markt-Storzingen   |                            |                                                         |                |
| Höhlenburg Weiler (Heidenloch)                                                  | Beuron-Thiergarten                   |                            |                                                         |                |
| Schloss Werenwag                                                                | Beuron                               |                            |                                                         |                |
| Burg Wildenstein                                                                | Leibertingen                         |                            |                                                         | weitere Bilder |

### Landkreis Tübingen
| Name                                                    | Ort / Lage                              | Typ                                | Bemerkungen | Bild           |
| ------------------------------------------------------- | --------------------------------------- | ---------------------------------- | --- | -------------- |
| Burg Andeck                                             | Mössingen-Talheim                       |                                    | |                |
| Burg Altingen                                           | Ammerbuch-Altingen                      | Burg                               | abgegangen |                |
| Schloss Baisingen                                       | Rottenburg am Neckar-Baisingen          |                                    | |                |
| Schloss Bebenhausen                                     | Tübingen-Bebenhausen                    |                                    | | weitere Bilder |
| Schloss Bierlingen                                      | Starzach-Bierlingen                     |                                    | |                |
| Schloss Bläsiberg                                       | Tübingen                                |                                    | |                |
| Burg Bodelshausen auch: Burg am Krebsbach               | Bodelshausen                            | Niederungsburg, Ortsburg, Turmburg | Nach 1200 entstandene Turmburg als Flachmotte, ca. 1400 erhöht, 1409 urkundlich, um 1450 zerstört durch Heer der schwäbischen Reichsstädte, Ausgrabungen 1977 unter Erhard Schmidt.                                                                                             |                |
| Schloss Bühl                                            | Tübingen-Bühl                           |                                    | | weitere Bilder |
| Burg Burgholz                                           | Tübingen                                |                                    | |                |
| Burgstall Davidskäpfle                                  | Tettnang-Rattenweiler                   |                                    | |                |
| Burg Dußlingen                                          | Dußlingen                               |                                    | | weitere Bilder |
| Ehingerburg                                             | Rottenburg am Neckar-Bad Niedernau      |                                    | |                |
| Lustschloss Einsiedel                                   | Kirchentellinsfurt                      |                                    | | weitere Bilder |
| Jagdschloss Einsiedel                                   | Kirchentellinsfurt                      |                                    | |                |
| Burg Felldorf (Burgstall)                               | Starzach-Felldorf                       |                                    | |                |
| Burg First                                              | Mössingen-Öschingen                     |                                    | |                |
| Schloss Gomaringen                                      | Gomaringen                              |                                    | | weitere Bilder |
| Burg Graneck                                            | Ammerbuch-Entringen                     | Burg                               | abgegangen |                |
| Schloss Gültstein                                       | Ammerbuch-Gültstein                     |                                    | |                |
| Schloss Hemmendorf                                      | Rottenburg am Neckar-Hemmendorf         |                                    | |                |
| Heuberger Warte                                         | Rottenburg am Neckar                    |                                    | |                |
| Schloss Hirrlingen                                      | Hirrlingen                              |                                    | | weitere Bilder |
| Burg Hirschau                                           | Tübingen-Hirschau                       |                                    | |                |
| Schloss Hohenentringen                                  | Ammerbuch-Entringen                     |                                    | | weitere Bilder |
| Schloss Hohentübingen (Hohentübingen)                   | Tübingen                                |                                    | | weitere Bilder |
| Burgrest Jettenburg                                     | Kusterdingen-Jettenburg                 | Burg                               | Burgstall, Fundamente eines mächtigen Turmes bei einer Notgrabung Ende 2023 vor der Kirche gefunden, Datierung mindestens ins 11. Jahrhundert, Turm der Kirche wird mit zur Burg gehörend vermutet.                                                                             |                |
| Schloss Kilchberg                                       | Tübingen-Kilchberg                      |                                    | | weitere Bilder |
| Schloss Kirchentellinsfurt (Großes und Kleines Schloss) | Kirchentellinsfurt                      |                                    | |                |
| Burg Kirchkopf                                          | Mössingen-Talheim                       |                                    | |                |
| Burg Kräheneck (Kirchberg)                              | Ammerbuch-Reusten                       |                                    | |                |
| Schloss Kressbach                                       | Tübingen-Weilheim                       |                                    | |                |
| Burg Mähringen                                          | Kusterdingen-Mähringen                  |                                    | |                |
| Burg Mössingen (Mössinger Burg)                         | Mössingen                               | Turmburg                           | 1344 erstmals urkundlich, wohl Befestigung des Ortsadels als Ministeriale der Grafen von Zimmern; im 15. Jahrhundert Bedeutung verloren und abgegangen; Burghügel Anfang des 18. Jahrhunderts durch Hochwasser der Steinlach stark angegriffen. Informationstafel am Burghügel. |                |
| Burgruine Müneck                                        | Ammerbuch-Breitenholz                   |                                    | |                |
| Burg Nehren                                             | Nehren                                  |                                    | |                |
| Schloss Obernau                                         | Rottenburg am Neckar-Obernau            |                                    | |                |
| Ruine Ödenburg                                          | zwischen Tübingen und Tübingen-Hirschau |                                    | |                |
| Schloss Pfäffingen                                      | Ammerbuch-Pfäffingen                    |                                    | |                |
| Wasserschloss Poltringen                                | Ammerbuch-Poltringen                    |                                    | | weitere Bilder |
| Schloss Roseck                                          | Tübingen-Unterjesingen-Roseck           |                                    | | weitere Bilder |
| Burgstall Rotenburg                                     | Rottenburg am Neckar-Weiler             |                                    | |                |
| Schloss Rottenburg (Rotenburg)                          | Rottenburg am Neckar                    |                                    | |                |
| Ruine Siegburg                                          | Starzach-Börstingen                     |                                    | |                |
| Ruine Sulzau                                            | Sulzau-Börstingen                       |                                    | |                |
| Altes Schloss Wachendorf                                | Starzach-Wachendorf                     |                                    | | weitere Bilder |
| Neues Schloss Wachendorf                                | Starzach-Wachendorf                     |                                    | |                |
| Burg Talheim                                            | Mössingen-Talheim                       |                                    | |                |
| Burgstall Wehingen                                      | Tübingen-Unterjesingen                  |                                    | |                |
| Weilerburg (Alt-Rotenberg)                              | Rottenburg am Neckar-Weiler             |                                    | | weitere Bilder |
| Schloss Weitenburg                                      | Starzach-Weitenburg                     |                                    | | weitere Bilder |
| Burg Wendelsheim                                        | Rottenburg am Neckar-Wendelsheim        |                                    | |                |

### Ulm
| Name                      | Ort / Lage   | Typ           | Bemerkungen | Bild           |
| ------------------------- | ------------ | ------------- | --- | -------------- |
| Schloss Böfingen          | Ulm-Böfingen |               | Der Ulmer Patrizier Jacob Löw ließ das Böfinger Schloss als Renaissancebau 1587 erbauen. In dem damaligen Neubau wurden höchstwahrscheinlich Baureste der mittelalterlichen Burg verbaut, so der runde untere Teil des Turms und der schmale Westbau. | weitere Bilder |
| Bundesfestung Ulm         | Ulm          | Bundesfestung | Die Festung wurde im Jahre 1859 fertiggestellt. Mit einer polygonalen Hauptumwallung von rund neun Kilometern war Ulm die größte Befestigung des 19. Jahrhunderts in Europa. Der Festungsstatus von Ulm wurde erst 1938 aufgehoben.                   | weitere Bilder |
| Schloss Obertalfingen     | Ulm          |               | Das Obertalfinger Schloss wurde 1540 erbaut. | weitere Bilder |
| Burg Festlin auch Bürglin | Ulm          |               | Von der nicht genau lokalisierbaren Burg, die im Besitz der Herren von Klingenstein gewesen sein soll, ist nichts mehr erhalten. |                |
| Burg Meerspurg            | Ulm          |               | Von der im 13. Jahrhundert erwähnten, nicht mehr lokalisierbaren Burg, sind keine Reste mehr erhalten. |                |
| Burg Söflingen            | Ulm          |               | Von der 1270 erwähnten nicht mehr lokalisierbaren Burg, die zeitweise im Besitz des Klosters St. Elizabeth war, ist nichts mehr erhalten. |                |
| Ströhlinburg              | Ulm          |               | Die von den Herren von Ströhlin erbaute Burg wurde um 1134 zerstört und 1140 nochmal aufgebaut. Von der Burg ist heute nichts mehr erhalten. |                |
| Burg Torn (Feste)         | Ulm          |               | Von der an der höchsten Stelle der Altstadt (heute Neue Straße) gelegenen Burg, die vermutlich über einen mehrgeschossigen Turm verfügte, ist heute nichts mehr erhalten.                                                                             |                |
| Burg Einsingen            | Ulm          |               | |                |

### Zollernalbkreis
| Name                                                                     | Ort / Lage                                     | Typ   | Bemerkungen                                                | Bild           |
| ------------------------------------------------------------------------ | ---------------------------------------------- | ----- | ---------------------------------------------------------- | -------------- |
| Ruine Altentierberg                                                      | Albstadt-Lautlingen                            |       |                                                            |                |
| Burg Aufhofen                                                            | Burladingen-Stetten unter Holstein             | Motte | Die Burgstelle ist nur noch als leichte Erhebung sichtbar. | weitere Bilder |
| Burg Azilun                                                              | Burladingen                                    |       |                                                            |                |
| Zollernschloss Balingen                                                  | Balingen                                       |       |                                                            | weitere Bilder |
| Schloss Binsdorf                                                         | Geislingen-Binsdorf                            |       |                                                            |                |
| Schloss Bisingen                                                         | Bisingen                                       |       |                                                            |                |
| Wasserburg Bubenhofen                                                    | Bubenhofener Tal bei Rosenfeld                 |       |                                                            |                |
| Bürgle                                                                   | Bisingen-Zimmern-„Bürgle“                      |       |                                                            |                |
| Jagdschloss Burladingen                                                  | Burladingen                                    |       |                                                            |                |
| Burg Burladingen                                                         | Burladingen                                    |       |                                                            |                |
| Burg Dotternhausen                                                       | Dotternhausen                                  |       |                                                            |                |
| Schloss Dotternhausen                                                    | Dotternhausen                                  |       |                                                            | weitere Bilder |
| Burg Ebingen (Nellenburg)                                                | Albstadt-Ebingen                               |       |                                                            |                |
| Ruine Ehestetten (Taubenfels)                                            | Albstadt-Ebingen                               |       |                                                            |                |
| Burg Endingen                                                            | Balingen-Endingen                              |       |                                                            |                |
| Villa Eugenia                                                            | Hechingen                                      |       |                                                            | weitere Bilder |
| Ruine Falken (Gottfriedfelsen)                                           | Burladingen                                    |       |                                                            |                |
| Frundsburg (Frundsbürgle, Eineck)                                        | Burladingen-Ringingen                          |       |                                                            |                |
| Burg Geislingen                                                          | Geislingen                                     |       |                                                            |                |
| Wasserburg Geislingen                                                    | Geislingen                                     |       |                                                            |                |
| Wasserschloss Geislingen (Unteres Schloss)                               | Geislingen                                     |       |                                                            | weitere Bilder |
| Burg Gräbelesberg                                                        | Albstadt-Laufen an der Eyach                   |       |                                                            |                |
| Bubenhofener Schlössle                                                   | Grosselfingen                                  |       |                                                            |                |
| Schloss Gruol (Wasserschlössle)                                          | Haigerloch                                     |       |                                                            |                |
| Burg Haigerloch (Römerturm)                                              | Haigerloch                                     |       |                                                            | weitere Bilder |
| Schloss Haigerloch                                                       | Haigerloch                                     |       |                                                            | weitere Bilder |
| Haagschlösschen                                                          | Haigerloch                                     |       |                                                            |                |
| Schlössle Haigerloch (Untere Burg)                                       | Haigerloch                                     |       |                                                            |                |
| Ruine Haimburg (Homburg, Homberg, Hainburg)                              | Grosselfingen                                  |       |                                                            |                |
| Burg der Herren Haiterbach von Tierberg (Schlossberg Truppenübungsplatz) | Meßstetten                                     |       |                                                            |                |
| Burg Häringstein (Ebinger Schlossfels)                                   | Albstadt-Ebingen                               |       |                                                            |                |
| Ruine Hasenfratz (Fratzenhas)                                            | Burladingen-Gauselfingen                       |       |                                                            | weitere Bilder |
| Burg Hausen (Burg am Heubelstein)                                        | Albstadt-Margrethausen                         |       |                                                            |                |
| Burg Hausen (Burzel)                                                     | Hausen am Tann                                 |       |                                                            |                |
| Altes Schloss Hechingen                                                  | Hechingen                                      |       |                                                            | weitere Bilder |
| Neues Schloss Hechingen (Friedrichsburg)                                 | Hechingen                                      |       |                                                            | weitere Bilder |
| Burg Heersberg                                                           | Albstadt-Lautlingen                            |       |                                                            |                |
| Burgstall Heidenschlössle                                                | Weilen unter den Rinnen                        |       |                                                            |                |
| Burg Hinterwiesen                                                        | Balingen-Streichen                             |       |                                                            |                |
| Burg Hirschberg                                                          | Balingen                                       |       |                                                            |                |
| Burg Hohenburladingen                                                    | Burladingen–„Hochwacht“                        |       |                                                            |                |
| Ruine Hohenjungingen (Jungingen, Affenschmalz)                           | Jungingen                                      |       |                                                            |                |
| Ruine Hohenmelchingen (Melchingen)                                       | Burladingen-Melchingen                         |       |                                                            | weitere Bilder |
| Burg Hohenrangendingen                                                   | Rangendingen                                   |       |                                                            |                |
| Ruine Hohenringingen                                                     | Burladingen-Ringingen                          | Ruine |                                                            | weitere Bilder |
| Burg Hohenzollern                                                        | Bisingen 48° 19′ 23″ N, 8° 58′ 4″ O            | Burg  |                                                            | weitere Bilder |
| Burg Hölnstein (Ruine Holstein)                                          | Burladingen-Stetten unter Holstein-„Burghalde“ |       |                                                            |                |
| Burg Hossingen (Hossenburg)                                              | Meßstetten-Hossingen                           | Burg  |                                                            |                |
| Ruine Kapf                                                               | Burladingen                                    |       |                                                            |                |
| Burg Killer                                                              | Burladingen-Killer                             |       |                                                            |                |
| Ruine Leckstein (Lagstein)                                               | Burladingen-Gauselfingen                       |       |                                                            | weitere Bilder |
| Schloss Lindich                                                          | Hechingen                                      |       |                                                            | weitere Bilder |
| Burg Melchingen                                                          | Burladingen-Melchingen                         |       |                                                            |                |
| Burg Meßstetten (Burgschule)                                             | Meßstetten                                     | Ruine |                                                            |                |
| Burg Meßstetten (hinter Metzgerei Müller)                                | Meßstetten                                     | Ruine |                                                            |                |
| Burg Nusplingen (Tannenfels)                                             | Nusplingen-Tannenfels                          |       |                                                            |                |
| Burg Oberdigisheim                                                       | Meßstetten-Oberdigisheim                       |       |                                                            |                |
| Schloss Oberhausen                                                       | Hausen am Tann                                 |       |                                                            | weitere Bilder |
| Burg Oberhohenberg (Hohenberg)                                           | Schömberg-Schörzingen                          |       |                                                            |                |
| Burg Obernheim (Burgbühl)                                                | Obernheim                                      |       |                                                            |                |
| Burg Plettenberg (Plaikten)                                              | Dotternhausen                                  |       |                                                            |                |
| Ruine Ringelstein (Ringingen, Aloisschlössle)                            | Burladingen-Ringingen                          |       |                                                            |                |
| Ruine Ror                                                                | Bisingen                                       |       |                                                            |                |
| Burg Rosenfeld                                                           | Rosenfeld                                      |       |                                                            |                |
| Burg Roßwangen                                                           | Balingen-Roßwangen                             |       |                                                            |                |
| Ruine Salmendingen                                                       | Burladingen-Salmendingen                       |       |                                                            | weitere Bilder |
| Schalksburg                                                              | Straßberg                                      |       |                                                            | weitere Bilder |
| Schalksburg                                                              | Albstadt-Laufen an der Eyach                   |       |                                                            | weitere Bilder |
| Burg Semdach                                                             | Hechingen-Boll                                 |       |                                                            |                |
| Burg Stauffenberg                                                        | Hechingen-Stein                                |       |                                                            |                |
| Stauffenberg-Schloss (Stauffenberg, Staufenberg)                         | Albstadt-Lautlingen                            |       |                                                            | weitere Bilder |
| Burg Straßberg                                                           | Straßberg                                      |       |                                                            | weitere Bilder |
| Schloss Straßberg (Neues Schloss)                                        | Straßberg                                      |       |                                                            |                |
| Burg Streichen                                                           | Balingen-Streichen                             |       |                                                            |                |
| Burg Tailfingen (Tailfinger Schloss)                                     | Albstadt-Tailfingen                            |       |                                                            |                |
| Burg Tiefenberg                                                          | Rosenfeld, Bubenhofener Tal                    |       |                                                            |                |
| Burg Tieringen                                                           | Meßstetten-Tieringen                           |       |                                                            |                |
| Burg Untreues Ziel                                                       | Rosenfeld-Bubenhofener Tal                     |       |                                                            |                |
| Burg Vogelfels                                                           | Albstadt-Lautlingen                            |       |                                                            |                |
| Volksburg (Stein)                                                        | Hechingen-Stein                                |       |                                                            |                |
| Weilerburg (Weilersburg, Niederhohenberg Rotenburg)                      | Albstadt-Tailfingen                            |       |                                                            |                |
| Wehrkirche Weilheim (Mariä Heimsuchung)                                  | Hechingen-Weilheim                             |       |                                                            |                |
| Ruine Wenzelstein (Winzeln)                                              | Hausen am Tann                                 |       |                                                            |                |
| Burg Wildentierberg                                                      | Albstadt-Margrethausen                         |       |                                                            | weitere Bilder |
| Burg Zell                                                                | Hechingen-Boll                                 |       |                                                            |                |
| Burg Zimmern                                                             | Zimmern unter der Burg-„Burgstall“             |       |                                                            |                |
| Schloss Zimmern                                                          | Zimmern unter der Burg                         |       |                                                            |                |